# حکیم محمد شریف خان

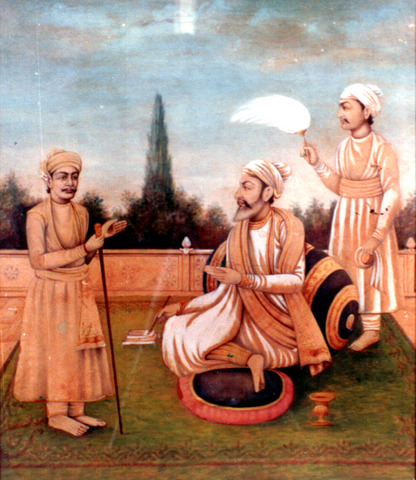
سه حکیم

حکیم محمد شریف خان پزشک ایرانی اهل ازبکستان امروزی در اواخر قرن ۱۸ میلادی بود.
وی پزشک دربار شاه عالم دوم پادشاه گورکانی بود. همچنین احتمال می‌رود که وی پزشک دربار پسر شاه عالم یعنی اکبر شاه دوم نیز بوده باشد.
جکیم شریف خان را عامل معرفی جنبه‌های علمی جدید زمان خودش در اروپا می‌دانند.
برخی منابع تاریخ مرگ وی را ۱۸۰۵ و برخی دیگر ۱۸۱۶ می‌دانند. وی کتاب‌هایی به زبان فارسی و عربی نوشت شامل دانشنامهٔ داروهای هندی.